# Paco Villa
Francisco Javier Villa Escobosa (Colima, 17 de diciembre de 1969-1 de mayo de 2024), conocido como Paco Villa, fue un periodista, conductor y narrador deportivo mexicano, trabajaba para TUDN, la división deportiva de TelevisaUnivision.
Participó en transmisiones de la Copa Mundial de Fútbol, Liga MX, Premier League, liga de España, Champions League, Euro, Bundesliga, Juegos Olímpicos de Verano e Invierno, entre otros eventos deportivos.

## Trayectoria
Se unió a las transmisiones de fútbol de Televisa Radio en 1995, haciendo reportes desde la cancha en los partidos de primera división de México. Tres años después, en 1998, también para la radio, comenzó a narrar semana a semana los partidos de la liga. 
A partir de 1997, en el canal especializado de fútbol Sky Fut y en los canales de Televisa, comenzó a relatar por televisión los partidos de la liga Española y de la UEFA Champions League.
En 2000 transmitió para Sky México los Juegos Olímpicos de Sídney 2000, participando en diversos eventos, entre los que se destacaron las pruebas de natación y las finales de fútbol varonil y femenil. Ocho años después, durante los Juegos Olímpicos de Pekín 2008, transmitió para Televisa Deportes los eventos de natación, sobresaliendo las pruebas de Michael Phelps y el equipo de relevos varonil de los Estados Unidos. También narró la final del futbol varonil, en la que Argentina, de la mano de Lionel Messi, obtuvo la medalla de oro. 
En 2001 se unió al grupo de reporteros de Televisa Deportes, participando en las coberturas de diversos eventos, entre los que destacan los Juegos de Invierno de Salt Lake City en el 2002 y los Juegos Olímpicos de Atenas 2004. En su etapa como reportero, publicó reportajes de fondo en diversos espacios deportivos. 
En sus veintiocho años de carrera que tuvo en Televisa Deportes, TDN, Univision Deportes y TUDN, participó en la conducción de los programas de Línea de 4, La jugada, Noticiero TD, Acción, Fútbol en serio y Solo de fútbol. 
Como narrador y comentarista, participó en cinco Juegos Olímpicos de Verano: Sídney 2000, Atenas 2004, Pekín 2008, Londres 2012 y Tokio 2020. También, ha trabajado en siete Copas del Mundo: Francia 98, Corea/Japón 2002, Alemania 2006, Sudáfrica 2010, Brasil 2014, Rusia 2018 y Catar 2022. 
Transmitió las finales de la UEFA Champions League de 2008 a 2016 en Televisa Deportes para toda la república mexicana (excepto en 2014 y 2015) y de 2019 a 2021 en Univision para el territorio de los Estados Unidos. Relató las finales de la Eurocopa en 2008, 2012 y 2016, además de finales de Copa América y finales de la Copa Confederaciones. 
A partir de la temporada 2013-14, y hasta su salida a Univision en 2017, narró los partidos estelares de cada semana de la Premier League para Sky Sports, incluyendo el campeonato histórico del Leicester City en la temporada 2015-16. 
En el plano ejecutivo, fue director editorial de Televisa Deportes Digital de octubre de 2008 a septiembre del 2014. Fue responsable de lanzar la nueva página de Internet, web y móvil, de las primeras apps de Televisa Deportes, y de las Redes Sociales Twitter y Facebook. Planificó la estrategia editorial de los mundiales digitales para Televisa Deportes en Sudáfrica 2010 y Brasil 2014. En marzo de 2016, fue nombrado director editorial de TDN, puesto que ocupó hasta que emigró a Univision en febrero del 2017.
En su carrera, transmitió más de cien partidos de la selección nacional para Televisa en México y para Univision en los Estados Unidos. 

## Vida personal
Paco Villa vivió en Miami (Estados Unidos) con su esposa, Ethel, con quien llevaba más de veinte años casado. Era un fiel y amado seguidor del Club Deportivo Cruz Azul de la primera división de México, llegando a narrar varios partidos de importancia de dicho equipo.
El 27 de abril de 2023, reveló a través de sus redes sociales que estaba en tratamiento contra un cáncer agresivo que le detectaron en Catar, poco antes de iniciar la Copa Mundial de Fútbol 2022.
La tarde del 1 de mayo de 2024, la cadena TUDN dio a conocer el fallecimiento de Villa, a la edad de 54 años, debido al cáncer de páncreas que le había sido detectado en 2022.

## Participación en eventos deportivos
- Liga MX
- Copa Mundial de Fútbol de la FIFA
- liga de España
- Premier League
- Eurocopa
- Juegos Olímpicos
- UEFA Champions League
- Bundesliga
- MLS
- Copa FIFA Confederaciones